# 卓家村

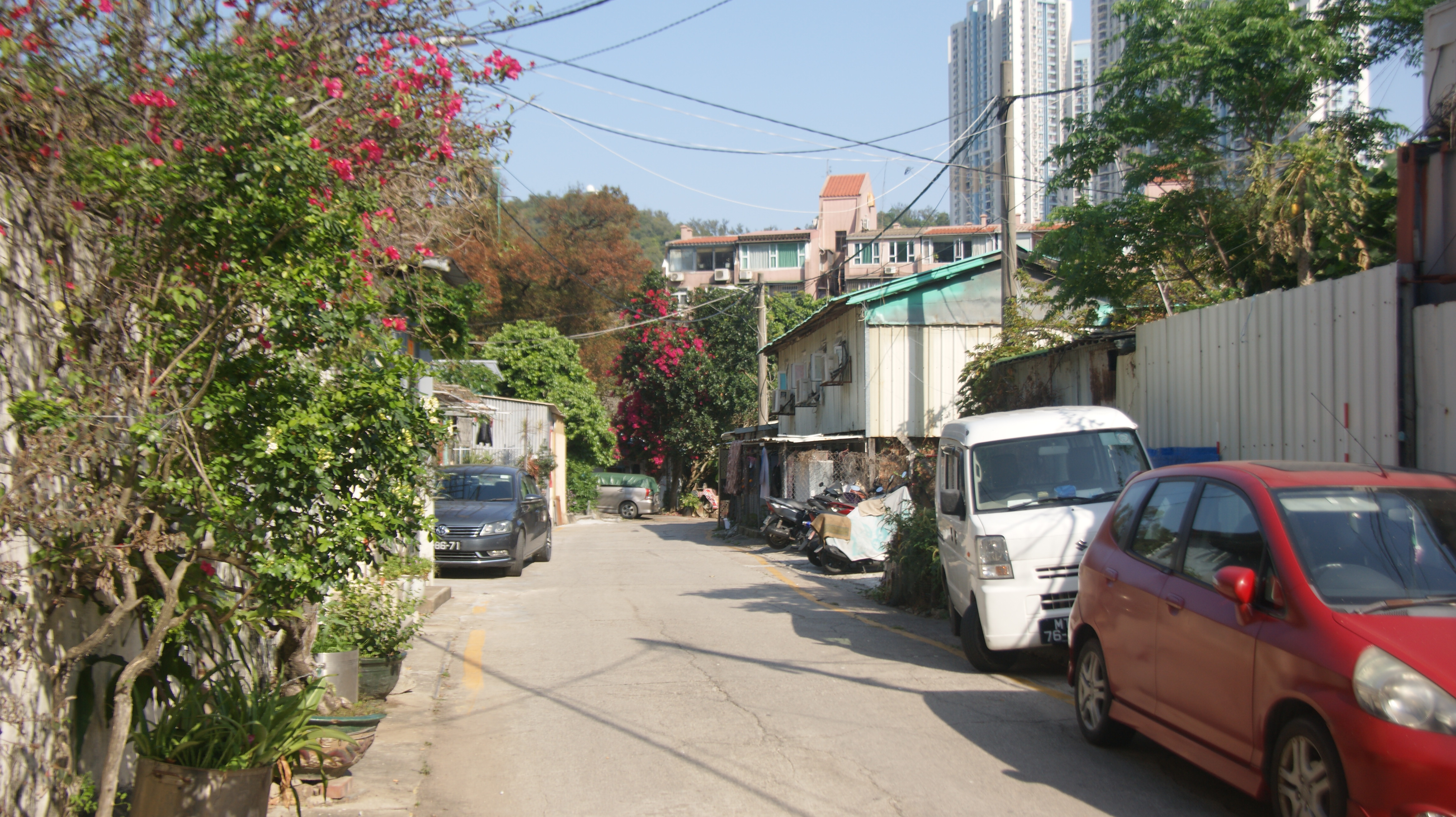
卓家村

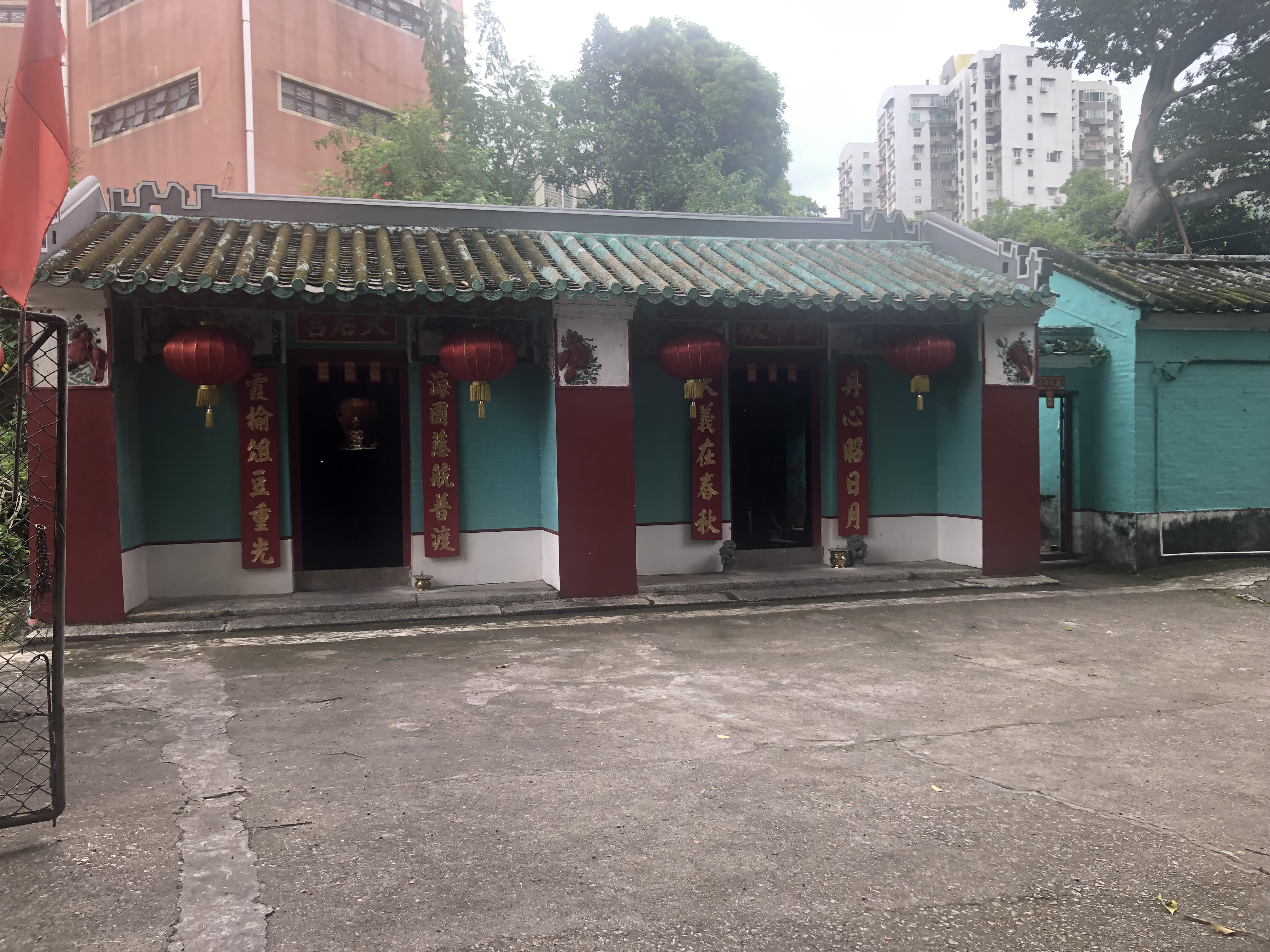
卓家村的關帝天后廟

卓家村（葡萄牙語：Povoação de Cheok Ka）是位於澳門氹仔島最古老的村落，具有300多年的歷史，位於氹仔北部的澳門大學舊校園腳下，內有超過三百年歷史的關帝廟和天后廟，是澳門氹仔唯一碩果僅存的古老村落。
而其後山的「天后宮」、「關帝廟」廟宇有一重修碑記，記載此廟始建於清康熙年間（1662—1722），可見卓家村的歷史可以追溯到三百多年以前。據資料介紹，卓家村廟是一座媽祖與關帝的合廟，又稱關帝天后廟，不僅是離島唯一一座連體廟宇，也是當地最古老的廟宇。
2022年3月，澳門特別行政區城市規劃委員會討論氹仔北部規劃，於鄰近菜園路卓家村內部分土地用作公共街道用途，政府部門計劃將十棵古樹遷移或清拆，引起廣大市民和社會人士(包括立法會議員、團體或保育人士)嘩然，有本地傳媒稱該事件為「卓家村十古樹事件」、「卓家村十古樹清拆或遷移事件」。

## 歷史

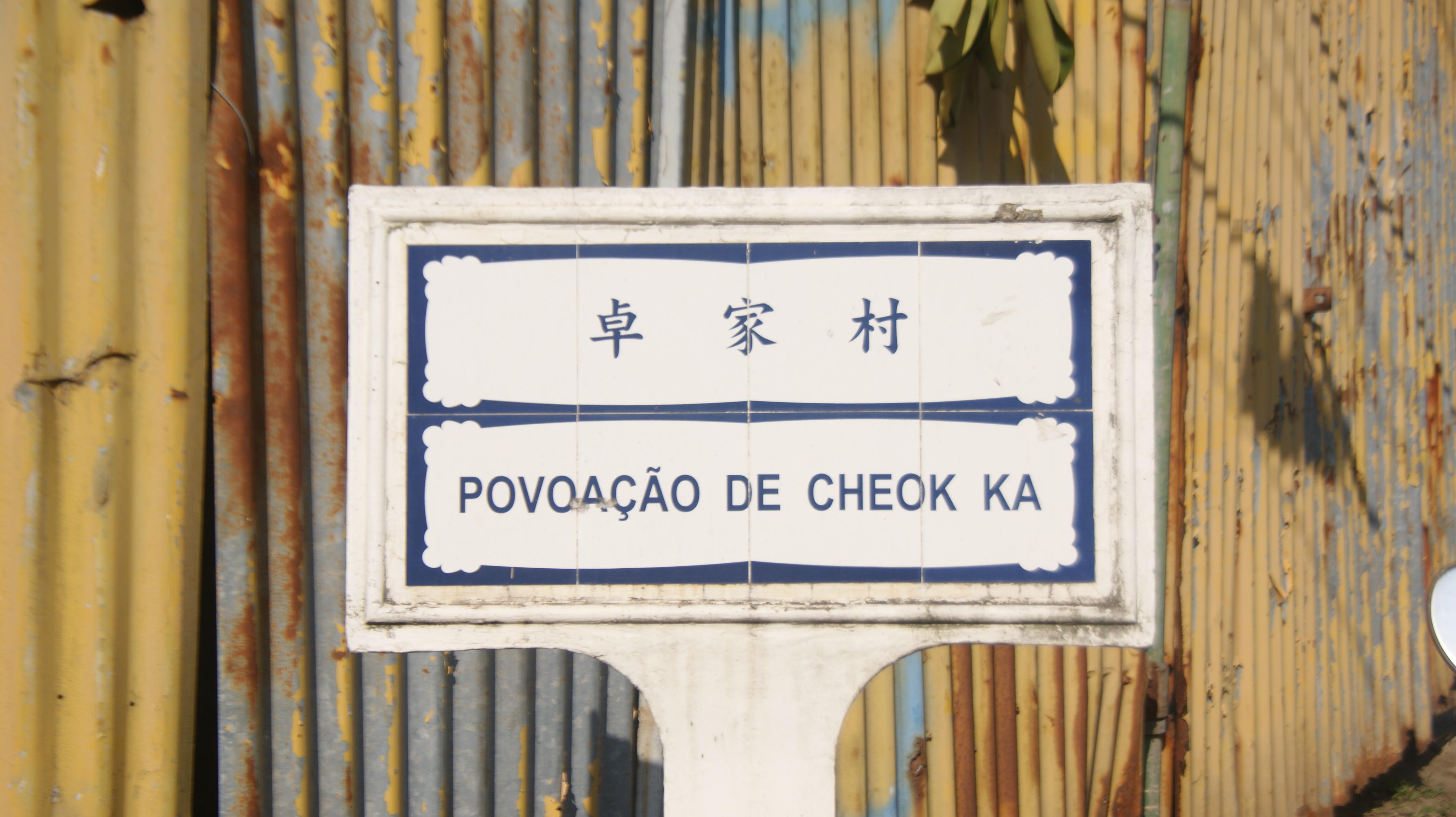
卓家村路牌

2022年1月中旬，據澳門口述歷史協會副會長阮世豪接受澳門日報專訪認為該協會團隊研究並考察可證，卓家村古跡處處，該村完好保留着豐富的歷史文化內涵，具條件打造成氹仔富有特色的休閒文化地標。在專訪中提到翻查相關資料，據已故歷史學家王文達所著的《澳門掌故》記載中提及到“氹仔北部往昔曾存在數個小村，較為人熟悉分別為周家村、三家村和卓家村，數條小村大多務農，炮竹工作，捕魚為生”。而卓家村初期建村時以卓姓為多，因此“卓家村”一名因而得來。後來不少外姓人家陸續遷入，而今卓姓的原籍居民僅存數戶，其他相繼遷離。據其族譜記載，族人原由南雄珠璣巷遷居香山南屏，再遷三鄉雍陌、番禺官堂村，最後遷至氹仔定居。而鄰近周家村和三家村因城市發展已經不存在，其中周家村已被發展為公共道路、私人住宅和酒店項目，而三家村鄰近大型公共房屋湖畔大廈，但因區內土地性質複雜較難發展。相反，卓家村因未受城市發展影響使該村能保留着古村落的原有風貌。
2022年5月，據論盡紙本《108-古樹故事》紙本內容中提及，村內古廟大約創建於康熙年間。 有學者分析認為，康熙二十二年（1683）是收復了臺灣，隨後開放海禁，中國沿海地區商業頓時繁榮起來，福建、廣東的商人來澳門經商的也越來越多，商民逐漸在這裏定居下來，於是創建關帝天后廟以保佑財源滾滾，福氣安康。

## 村內建築
據澳門口述歷史協會調查得出的介紹指出，卓家村內設有一座連體廟宇分別是天后廟和關帝廟，兩座廟宇殿內相通。在二十世紀五十至六十年代間，該處在關帝誕期間會舉行慶祝活動，包括神像出巡、神功戲演出、搶花炮等。另外，在葡萄牙殖民時期期間，政府在該處建造兵營及火藥庫，有白人或黑人在該處駐守。村內的菜園路曾開設一間知名的夜總會，至今已剩下破璧的痕跡。而在菜園路兩旁有十株遮天蔽日假菩提樹，均被納入三級澳門古樹名木，但城規會計劃對相關樹木進行移除或拆除，引起了政府部門和社會上的爭議

## 保育危機

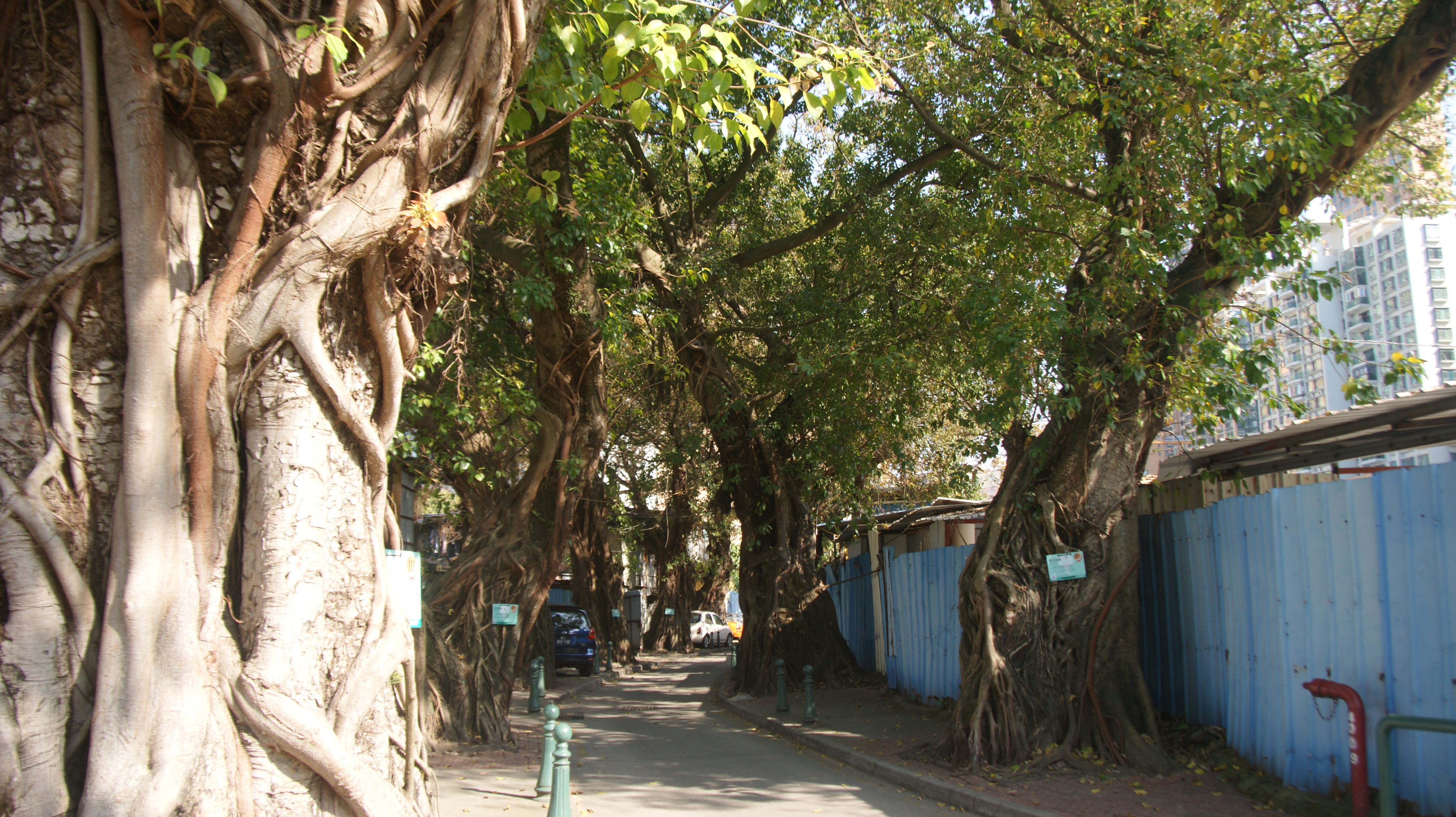
菜園路路旁古樹

卓家村十古樹事件，指澳門氹仔卓家村內的公共道路菜園路因氹仔北部規劃而需要遷移和清拆古樹所引起的社會爭議或事件。

### 概述

#### 城規會提案討論
2022年3月10日，城市規劃委員會討論一幅位於該村舊址、鄰近氹仔菜園路面積約3,762平方米土地的規劃條件圖草案，而該地段更被納入氹仔北區都市化整治計劃。在草案中提到建議涉及開闢新道路，在施工前需向澳門特別行政區政府市政署提供鄰近10棵古樹保護方案。在城規會討論中，多名委員關注到新路開闢必定影響古樹，提出是否需要調整新路規劃；有委員認為政府應思考城市發展抑或古樹重要。但是土地工務運輸局城市規劃廳廳長麥達堯表示，現時暫未計劃對古樹進行搬遷或者砍伐，同時已要求發展商進行保護，屆時會因應道路開通後再與相關部門協調。但市政署管理委員會副主席羅志堅與工務局代表唱反調，表示在法律規定沒有重大公共利益不允許遷移和砍伐古樹，雖然有技術可遷移十棵古樹，但涉及風險非常高，又認為氹仔北部發展展仍在規劃，道路不一定要直走，應考慮如何符合城市普遍價值利益。會上城規會主席兼任工務局代局長黃昭文作補充，表示對於遷移古樹的角度上是有一定技術，該條主幹道是日後交通主要的「大動脈」，對於日後交通非常重要，現時暫未看到可替代的道路。該規劃已經考慮到古樹搬遷，指出規劃的新路是將基馬拉斯大馬路延續，該路是作為氹仔非常重要的主幹道，若不開路，會影響市民駕駛。至於古樹去留的問題會與市政署溝通並尋求方法。

#### 氹北規劃之存疑和認受性
在2013年12月底，當時土地工務運輸局推出「氹仔北區都市化整治計劃修訂」（下稱氹北規劃），簡稱TN地段，位於今日的卓家村及三家村一帶，規劃文件指將氹仔北部涉及約二十多萬平方米土地進行重新規劃，並發展成一個配套完善的居住生活社區，而相關規劃亦被指試圖在《城市規劃法》生效前繞過社會和公眾的視線。
2014年1月2日，時任運輸工務司司長劉仕堯表示，氹仔北區都市化規劃已經過多年的籌備，亦曾多次調整，現時是一個合適的時間去推出有關方案。至於被問到計劃在《城規法》及《土地法》生效前推出，會否有違程序公義，以及當中是否涉及到利益時，劉仕堯稱，方案所涉及的土地皆用作公屋建設以及社會設施。他亦指出，計劃由1995年開始不斷作修改，但始終未能推行，他希望籍著現時的計劃達至雙贏局面。他亦希望儘快公佈該計劃，增加土地儲備用作公屋用途，以及興建更多社會設施予氹仔居民使用。
2014年1月26日，時任行政長官崔世安對氹北規劃及南灣C、D區之爭議回應，他承諾政府嚴格遵守《城規法》等相關規定，在3月1日包括《城市規劃法》、新《土地法》和《文化遺產保護法》三法生效前，政府不會審批氹仔北區規劃內所涉及的任何的建築物，他呼籲居民無需擔憂和揣測。
在氹北規劃文本中，該區有多幅限高90米的住宅的地段，當中部分地段在此限高下便可提供大量房屋，日後所涉及的利益難以估計。而且，一旦這區變成大廈林立後，整個環境便不利於古樹的成長，甚至會壓縮到古樹及其他植物的生存空間。工務局當時移植古樹以拓展該區域的交通樞紐，連接今日的湖畔大廈至寶龍花園一帶，直至2022年3月，工務局計劃移除卓家村內十棵古樹，同時引發大規模保育運動。同時根據2022年2月公佈的澳門特別行政區城市總體規劃 (2020-2040)中提到將氹仔北部一帶相關地段劃為居住區。

### 政府相關部門或官員回應
- 土地工務運輸局副局長黎永亮在2022年3月15日回答傳媒關注卓家村十古樹事件時表示，相關地段的規劃條件圖草案已獲城規會通過，但古樹處於項目範圍外，因此他認為項目的建設與古樹並沒衝突。但工務部門已與市政署商討如何處理古樹[9]。
- 文化局局長梁惠敏在2022年3月28日出席一活動時回應「十古樹事件」，她表示文化局目前仍未收到相關部門向當局諮詢氹仔卓家村10棵古樹的保護意見。當局根據《文遺法》的執行尊重市政部門的建議，又指該10棵古樹的地段並非屬文物保護和緩衝區範圍內，相關部門未必需要諮詢文化局的建議。而各相關部門已積極協調中並需待相關部門最後作出決定[10]。
- 運輸工務司司長羅立文於2022年4月1日公共建設局和土地工務局成立儀式完結後回應記者提問對卓家村十古樹爭議看法，他解釋當局意見不是要拆了古樹，又指這是一個跨部門問題，各部門要有一個共識，並表示工務局不會單方面作出決定[11][12]。
- 2022年8月17日，土地工務局代局長麥達堯受訪時表示，當局目前仍聽取及分析不同涉及部門的意見中，因各部門的立場的不一，且所牽涉的部門亦較多；無論樹木的遷移與否，都對路網的規劃有很大影響，因此當局仍需時作進一步分析和評估。他回應稱，現時部門之間的意見分歧主要還是在對古樹應原地保留還是遷移方面。至於哪部分可作最終決策，他表示，各政府部分之間都需作出協調，因城規工作是會涉及很多不同方面，文化、交通、旅遊和環境保護等部門都有關聯，都是尋求共識的過程，冀公眾能理解。至於問到是否有時間表，麥達堯稱，當局會盡快完成研究；如規劃條件圖需要更改亦會重新作公示。他又強調，因事件在社會上關注度高，所以如當局有任何更新決定，定必會向公眾及時公布，在未作公布前必定不會做任何動作。[13]

### 市政咨詢委員會
2022年3月25日，市政署管委會委員關施敏表示當局早前已表明對保護卓家村十棵古樹的立場，問及若與工務局難達共識，市政署將如何做時，關施敏只是笑而不答，只稱「若有進一步消息會同大家公佈」。對於文化局方面當時仍未表態相關事件，她回應指暫時未收到文化局的諮詢要求，「相信很快聯繫市政署」。
2022年3月31日，市政署市政諮詢委員會舉行平常會議，多位委員關注古樹保育問題並提出建議。其中委員兼任立法會直選議員的傳新澳門協會理事長林宇滔表示，卓家村十古樹事件引起大眾關注，遷樹雖然做到但社會擔憂十棵古樹未來可能「無得留低」，他促請工務局應盡快主動與文化局及市政署協商，修改氹北規劃中的道路規劃，對十棵古樹原地保育。另外，委員張嘉敏亦認同市政署應履行保護古樹的職責，與規劃部門進行溝通，充份反映十棵古樹的生態、歷史及社群價值，推動規劃部門在古樹保育及城市發展間取得平衡，而相關部門需積極發揮作用聽取市民需求。

### 社會人士回應
文化遺產委員會委員兼城市規劃師林翊捷表示，相關道路設計可以轉彎並無必要為開路對古樹作出遷移，他指出氹仔北部周圍土地尚未開發，但技術上並非對古樹強行遷移並在道路規劃上對古樹進行避開，又建議在十棵古樹的範圍可劃為綠化區或休憩區，在城市規劃過程上對十棵古樹同時進行保護。林翊捷指出根據《文化遺產保護法》第106條指出古樹遷移決定的職權在澳門特別行政區政府文化局和市政署上，城規會和工務局無權決定，從法律基本原則上看不到有關條文所指的「重大公共利益」，而非要遷移這些古樹不可，同時指出工務局在規劃上在當初的評估和事實出現差距，並在詳細規劃上汲取經驗。
市政咨詢委員會委員兼任立法會直選議員的傳新澳門協會理事長林宇滔對就保育十棵古樹提出書面質詢，指在3月上旬城規會討論氹仔北部一地段私人工程規劃條件圖，該地段旁有十棵樹齡已逾百年、並已被列入《名錄》的假菩提樹，雖古樹位置雖非屬今次條件圖涉及的地段，卻正正位處氹北規劃中未來的主幹道之上，雖然市政署代表在會上已明確反對遷移古樹，但土地工務運輸局領導及主管在會上強調該主幹道很重要，屬區內大動脈，暫未有其他可替代道路，又認為遷樹是可以做到的，令社會十分擔憂十棵古樹未來可能「無得留低」。又指文化局須依法確保十棵古樹原地保育，並制定古樹名木的保護制定專門法規 。而文化局在書面回應指仍未「正式」收到相關規劃的意見諮詢。林宇濟批評文化局未有盡其職責保護古樹，又提到在《城市規劃法施行細則》中明確規定，工務局尤須識別和考慮由市政署、文化局等部門主導的規劃及草案，他形容工務局相關行為體現是等同不懂法律。
2022年4月5日，新澳門學社到立法會遞交請願，要求檢討和跟進《文化遺產保護法》有關古樹保護規定的實施情況，內容圍繞文化局依法就保護古樹的角色與職責、法律對移植或移除古樹的具體執行和保障機制、古樹的法律性質與地位及另訂自然遺產專門法例的需要。
2022年8月16日，就立法會第三常設委員會討論“十古樹事件”，新澳門學社副理事長蘇嘉豪表示，對古樹「責無旁貸」的文化局就今次爭議作出的詳細解釋仍未回應到爭議的核心，當涉及古樹管理問題時，文法局所擔任的角色。相關爭議亦揭起《文遺法》掩蓋將近十年的法律漏洞，推進本地古樹名木保護議題，並認為立法會發現法律存問題就有責任推動修法。蘇嘉豪表示，報告書上沒有明確寫出《文遺法》對於古樹保育方面存有明顯漏洞，但存有法律漏洞是「不言而喻」。他認為文化局的回應「官僚」，作出「詳細及有完整說法」的書面回覆仍未回應到爭議的核心，未有詳細說明有部門意圖去移植移除古樹時，文化局在現時《文遺法》規定下所擔任的角色。他又認為，當局在法律上無列明可作出有約束力意見，就抱著「能夠少一個責任就少一個」的態度直到有其他部門向當局諮詢，才作出意見。

### 電台時事節目探討相關事件
澳門園景綠化促進會理事長梁冠峰與市政署市政諮詢委員會委員辜文達於2022年3月31日共同出席澳門電台中文頻道時事節目《澳門講場》。在節目上市民來電中指出遷移古樹的風險極高，容易引起無可救藥的根系疾病，又引述在2021年12月鄰近澳門的廣東省廣州市更發生大規模砍樹風波，使當地市民嘩然並引起中央人民政府相關部門的高度關注，導致該市相關官員包括多名高層和幹部被免職。
多名市民要求工務部門清楚解釋，到底涉及甚麼重大公共利益需要遷移古樹，如果是因為開闢新路就要移除古樹，公眾難以接受。在節目上，澳門園景綠化促進會理事長梁冠峰表示，在相關事件中市政署提出明確的要求，需保留古樹；但作為《文化遺產保護法》的執行部門文化局，到目前亦看不到有實質的意見提出。在《文化遺產保護法》下全澳有616棵樹木受《文遺法》保護，保護古樹對城市生態、歷史、文化、教育發展有著重要的意義；若是次卓家村樹木需移植，當局需清楚交代古樹狀況及科學依據。並應該周全考慮相關配套，包括做好事前評估，從而盡量避免對古樹造成二次傷害；如需對古樹進行移植須做好處理等方案，在環境許可下樹木根部保留愈多愈好，且遷植地的生態環境需優於原生地。辜文達表示對相關事件中，市政署方面的態度是要堅決保留，如對古樹進行移除將難獲得社會認同，而移植古樹須考慮環境條件和社會意見。

### 原居民對相關事件看法和回應
對於卓家村內十棵古樹被遷移和移除，有不少卓家村居民表示古樹所在之處充滿回憶，見證氹仔的發展，亦印記原居民的情懷。據多名原居民表示早期村民會在巷尾的一棵古樹下拜「石敢當」，另有一說是該土地原是其氏族的祖墳，但因為要在其上方開路所以另遷別處。有年過八十的卓家村原居民指，年紀最輕的亦過甲子之年，他們皆於卓家村出生以及成長，唯目前因各種原因已移居另處，但他們仍然心繫卓家村。在上世紀五十至六十年代期間村內仍然使用柴火，他們在目前菜園路上的古樹也是他們其中一個拾取枯枝的地方。他們表示，因為當時那些假菩提樹已經很高大，所以有部分枯枝會卡在樹上，要另外用一些竿子把樹枝上的枯枝打落，然後拿回家作柴火之用。亦有村民表示如果要在卓家村旁開路，導致祖墳需另覓風水寶地。但目前工務局打算再次在其地段開路，而把古樹移走，擔心歷史或將再度重演，又按示村內比起鄰近的氹仔市區冷凍的「石屎森林」多了一份「人情味」，會驚覺氹仔亦有被「石屎森林」包圍的「桃園」。村民希望工務部門須聽取民意、回應民意，再三思考氹北的相關規劃。

### 環保人士或團體回應
- 澳門環保學生聯會會長陳俊明表示，在城市規劃上必須要為城市的整體利益著想，而非單純站在商家或追求方便利益，以及政府發展便利去考量。他指出十棵古樹是擁有較高的生態價值，而且在全世界都極為罕見，可在該村資源上作旅遊開發。同時提到政府相關部門各自為政，漠視民意導致政府各部門與部門或市民之間出現矛盾[25]。

- 環保團體綠野之友表示，就工務局強行遷移或移除十古樹開新道路，希望工務部門可以考慮技術上將道路繞道或隧道等可替代的方案，避免斬樹，留給下一代寶貴遺產。同時發起聯署要求保護和原地保留卓家村菜園路旁的十棵古樹[14] 該團體聯同一名卓家村居民代表於2022年4月7日於澳門特別行政區政府總部遞信，向行政長官賀一誠呈交收集到的2,175名居民聯署，包括55名來自卓家村的居民，促請特區政府承諾「不遷不斬」、原地保留10棵古樹[26]。

### 立法會第三常設委員會討論
2022年5月16日，澳門立法會第三常設委員會討論新澳門學社就4月4日提交要求保護卓家村古樹的請願書，委員會主席黃顯輝表示已要求文化局以及市政署就請願內容有關《文遺法》及古樹名木的問題作書面報告。然而，對於學社成員請求出席委員會會議有關內容作交流，黃顯輝則「請願書內容鉅細無遺」予以拒絕。黃顯輝總結會議時表示，3月10日的城規會討論到有關卓家村10棵古樹存留，引起社會爭議，相關問題令社會延伸關注到整體的樹木保護狀況及《文化遺產保護法》對於樹木保護的機制問題。又表示根據《文遺法》條文以及請願書之內容，委員會認定有需要就相關問題，聽取文化局和市政署的回應，故會要求有關部門向立法會提交書面報告，再作相關的討論。
2022年8月15日，土地工務局就村內古樹「妨礙」建交通主幹通道，或要被移植，工務局在提出有關方案後即備受批評。惟《文遺法》 中的古樹目錄，屬文遺保護部分，而身為《文遺法》執行部門的文化局在被指「卸膊」時反駁稱，會尊重市政署的建議。負責審議新澳門學社請願的立法會第三常設委員主席黃顯輝表示，卓家村古樹不在「特定範圍」 故文化局據《文遺法》無權限發出約束力意見。他又表示，委員會「暫未」提出修改《文遺法》考慮，但政府可考慮修法並建議政府可考慮詳細列明哪些部門具職權，宣告因「屬重大公共利益」可依法例外移植或移除古樹，並釐清對古樹名木的法律性質等。有記者問及三常會提出的建議是否等同同意新澳門學社提出《文遺法》有關古樹的保護規定存在法律漏洞，惟黃顯輝未有正面回應。

### 擱置氹北發展區中開路計劃
2023年6月5日，運輸工務司司長羅立文表示原計劃將基馬拉斯大馬路空中走廊延伸至湖畔大廈一帶，但因考慮保護卓家村十棵百年古樹而暫時擱置。
2023年6月7日，土地工務局表示為了「就返」卓家村十棵古樹，「氹仔北規劃」中的開路計劃已擱置，當局亦會重新規劃氹仔北的主交通幹道。

## 外部連結
- 澳門特別行政區城市規劃委員會二零二二年第二次平常全體會議 （页面存档备份，存于）
- 澳門特別行政區城市規劃委員會二零二二年第二次平常全體會議 - 2008A039 位於鄰近菜園路之土地－氹仔-草案 （页面存档备份，存于）